# 표범도마뱀붙이
표범도마뱀붙이(Eublepharis macularius)는 레오파드 게코, 커먼 레오파드 게코(Common leopard gecko)라고도 불리며, 자연적으로 아시아,파키스탄, 아프가니스탄을 거쳐 인도 북부에 이르는 고지대에 서식하는 훈행성(en:Cathemerality) 육상 도마뱀이다. 대부분의 도마뱀붙이류와 달리, 속 전체가 눈꺼풀이 있고, 발에 빨판이 없어 매끄러운 표면을 기어오르지 못한다. 제일 널리 사육되는 도마뱀 중 하나이며, 애호가들은 레오파드 게코를 줄여서 레게라고 부른다.

## 분류
표범도마뱀붙이는 1854년에 동물학자 에드워드 블라이스(en:Edward Blyth)가 Eublepharis macularius라는 학명으로 최초로 기술하였다. 속명 Eublepharis 은 그리스어 단어 eu (좋은) 과 blepharos (눈꺼풀)를 합성한 것인데, 눈꺼풀이 박판(en:lamellae)의 부재, 울퉁불퉁한 피부, 가끔 낮에도 돌아다니긴 하지만 훈행성(en:Crepuscular animal) 습성과 함께 다른 도마뱀붙이류와 구분하는 뚜렷한 특징이기 때문이다. 종명 은 "점" 이나 "흠"을 의미하는 라틴어 단어 macula에서 따왔는데, 피부의 자연적인 점박이무늬를 가리킨다. 표범도마뱀붙이는 아프리카살찐꼬리도마뱀붙이나 줄무늬도마뱀붙이류 등의 다른 다양한 도마뱀붙이류랑 관련되어있다. 표범도마뱀붙이속에는 표범도마뱀붙이 말고도 네 종이 있는데, 그 중 하나는 예전에는 표범도마뱀붙이의 아종으로 분류되었다. :)

## 서식
표범도마뱀붙이의 원산지는 남아시아의 아프가니스탄, 파키스탄, 인도 북서부, 이란의 일부 지역의 바위로 뒤덮인 건조한 초지이다. 이 지역은 겨울에 다소 쌀쌀하여 10 °C (50 °F) 미만으로 내려가는데, 동물들은 지하에서 반동면, 즉 휴면(en:brumation)에 돌입하여 저장한 지방으로 버틴다. 표범도마뱀붙이는 훈행성 파충류다; 야생에서는 낮에는 주로 굴 속이나 그늘진 영역에서 지내며, 해가 뜨고 질 무렵에 온도가 적당하여 제일 활동적이고, 사육 시에는 상당히 간헐적으로 활동한다. 이 녀석들은 홀로 지내는 습성을 가지고 있어서 보통 다른 동물들과 같이 지내지 않는다.

## 식성
표범도마뱀붙이는 보통 쌍별귀뚜라미, 바퀴벌레, 밀웜, 슈퍼밀웜(en:Super worm) 등등의 곤충을 먹는다. 사육 개체는 대부분 먹이를 사냥하는 것을 좋아하며, 죽은 먹이를 별로 먹지 않는다. 쌍별귀뚜라미를 주면 야생에서처럼 사냥할 수 있기 때문에 제일 많이 먹이지만, 밀웜, 왁스웜(en:Waxworm), 두비아바퀴벌레(en:Dubia roach)(그리고 조금 드물게는 다른 바퀴벌레 종류)도 자주 먹인다. 먹이가 모자라면 꼬리에 저장한 지방을 사용한다. 식단에 칼슘과 비타민D3을 충분히 첨가하는 것도 굉장히 중요하다. 야생에서 어떻게 칼슘과 비타민D3을 보충하는지는 여전히 알려지지 않았지만, 아마도 나방, 거미, 개미 등등의 다양한 벌레를 섭취하면서 보충하는 것으로 보인다. 사육 시에는 다양한 곤충을 꾸준히 섭취하는 것은 거의 불가능하므로, 제일 영양분이 풍부한 곤충을 급여하며, 비타민D3이 첨가된 고운 칼슘 가루를 묻혀 주거나, 때로는 영양제를 먹인 먹이동물을 급여한다.(en:Gut loading) 레게는 배가 차면 더 이상 먹이를 먹지 않을 것이고, 사육장에 남아있는 곤충은 레게에게 해를 끼칠 수 있는데, 특히 쌍별귀뚜라미는 도마뱀의 꼬리를 갉아먹을 수 있다. 이 녀석들은 야생에서 날카로운 후각과 시각을 동원해, 마치 표범처럼 먹이의 뒤를 밟고, 흔적을 쫓다가, 적절한 순간에 덮친다.

## 특성

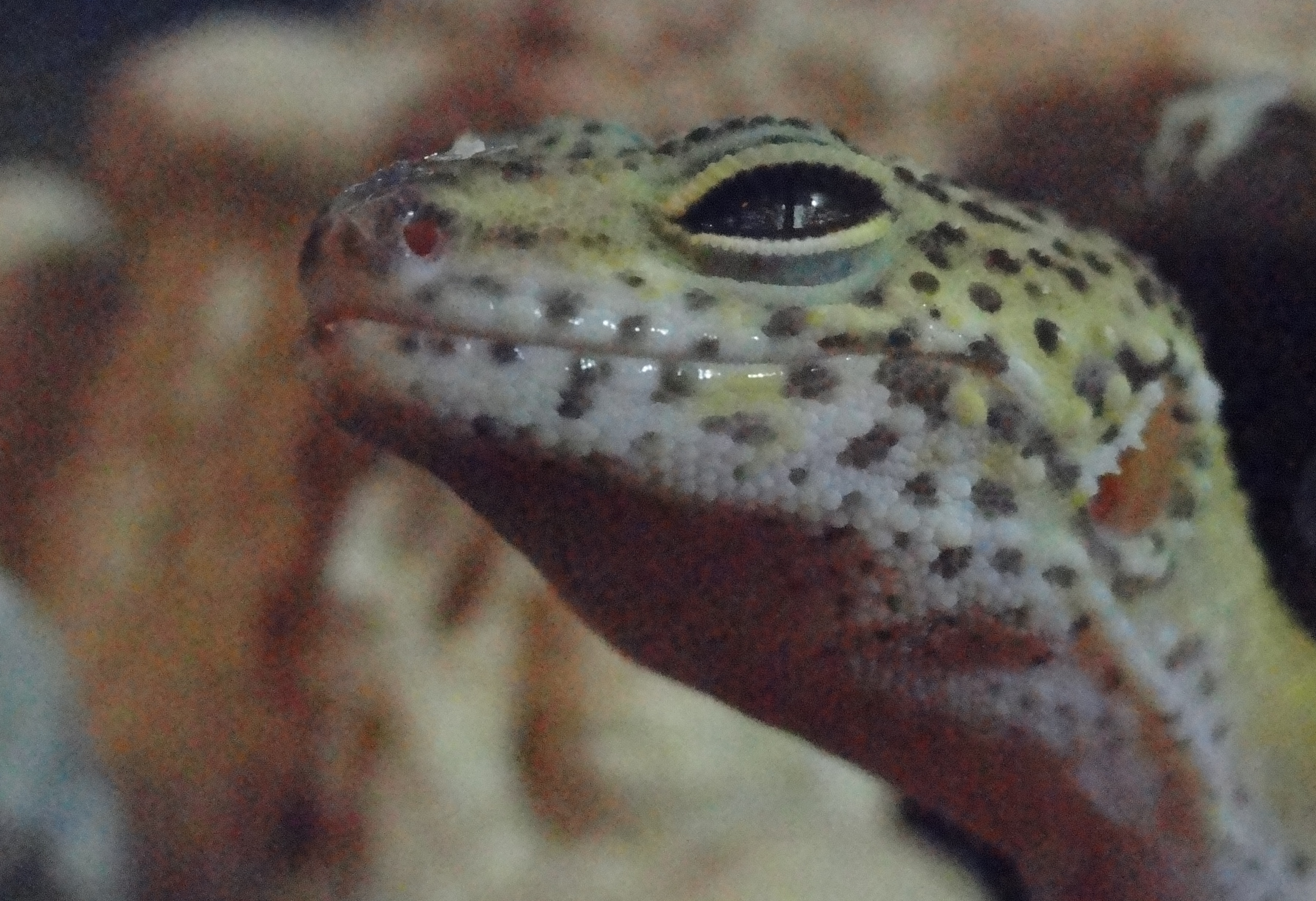
표범도마뱀붙이 아성체의 근접사진

표범도마뱀붙이는 도마뱀붙이류 중에선 큰 편이다. 유체의 체장은 7에서 10 센티미터, 무게는 2에서 5 그램에 달한다. 성체 암컷은 체장은 18에서 20 센티미터, 무게는 50에서 70 그램 정도이고, 성체 수컷은 체장은 20에서 28 센티미터, 무게는 60에서 80 그램 정도이다.
야생 개체는 사육 개체보다 더 어둡고 칙칙한 색깔을 띈다. 사육 개체들은 대개 다양한 색깔과 무늬를 갖는다. 표범도마뱀붙이의 피부는 굉장히 튼튼하며, 건조한 서식지의 거친 모래와 암석으로 뒤덮인 언덕에서 잘 버틸 수 있다. 등은 작은 결절로 덮여있어 외양과 질감이 거칠고, 옆구리의 피부는 얇고 투명하고 부드럽다. 표범도마뱀붙이는 다른 파충류들처럼 허물을 벗는다. 피부는 허물을 벗기 며칠 전에 반투명하고 희끄무레한 회색으로 변한다. 성체는 한 달에 한 번 허물을 벗고, 아성체는 때때로 한 달에 두 번씩 허물을 벗기도 한다. 표범도마뱀붙이는 벗은 허물을 먹어치우고, 그 밑의 화려한 피부가 드러난다. 왜 허물을 먹는지에 대한 두 가지 이론이 있다. 첫 번째는 야생에서 허물을 먹어치우는 것은 흔적을 없애기 위해서라는 것이다. 두 번째는 허물 속의 성장에 필요한 단백질과 비타민을 흡수하기 위해서라는 것이다.
표범도마뱀붙이는 외온성(en:ectothermic) 동물이다. 이 녀석들은 낮잠을 자면서 열기와 에너지를 흡수하고, 그 힘으로 밤에 먹이를 사냥하고 소화한다. 게다가 짧은 다리 덕택에 민첩하고 재빠르게 움직일 수 있으며 짧은 꼬리로 나뭇가지와 바위를 탈 수 있다. 표범도마뱀붙이의 머리의 옆에는 귓구멍이 있으며 고막으로 덮여있다. 독성이 있는 것은 아니어서 사냥과 방어에 주로 발달한 청각을 이용한다. 방어를 위해 꼬리를 스스로 절단할 수 있는데 꼬리를 살찌우기 위해 출산한지 하루가 지난 새끼 생쥐, 즉 핑키(Pinkie)를 먹일 수도 있다. 브리더들은 산 것이든 죽은 것이든 쌍별귀뚜라미에 영양제 가루를 묻혀 급여하는 것을 추천한다. 표범도마뱀붙이의 꼬리는 재생할 수 있지만, 새로 자라난 꼬리는 뭉툭하고 원래와 똑같은 형태를 띠지 않는다.

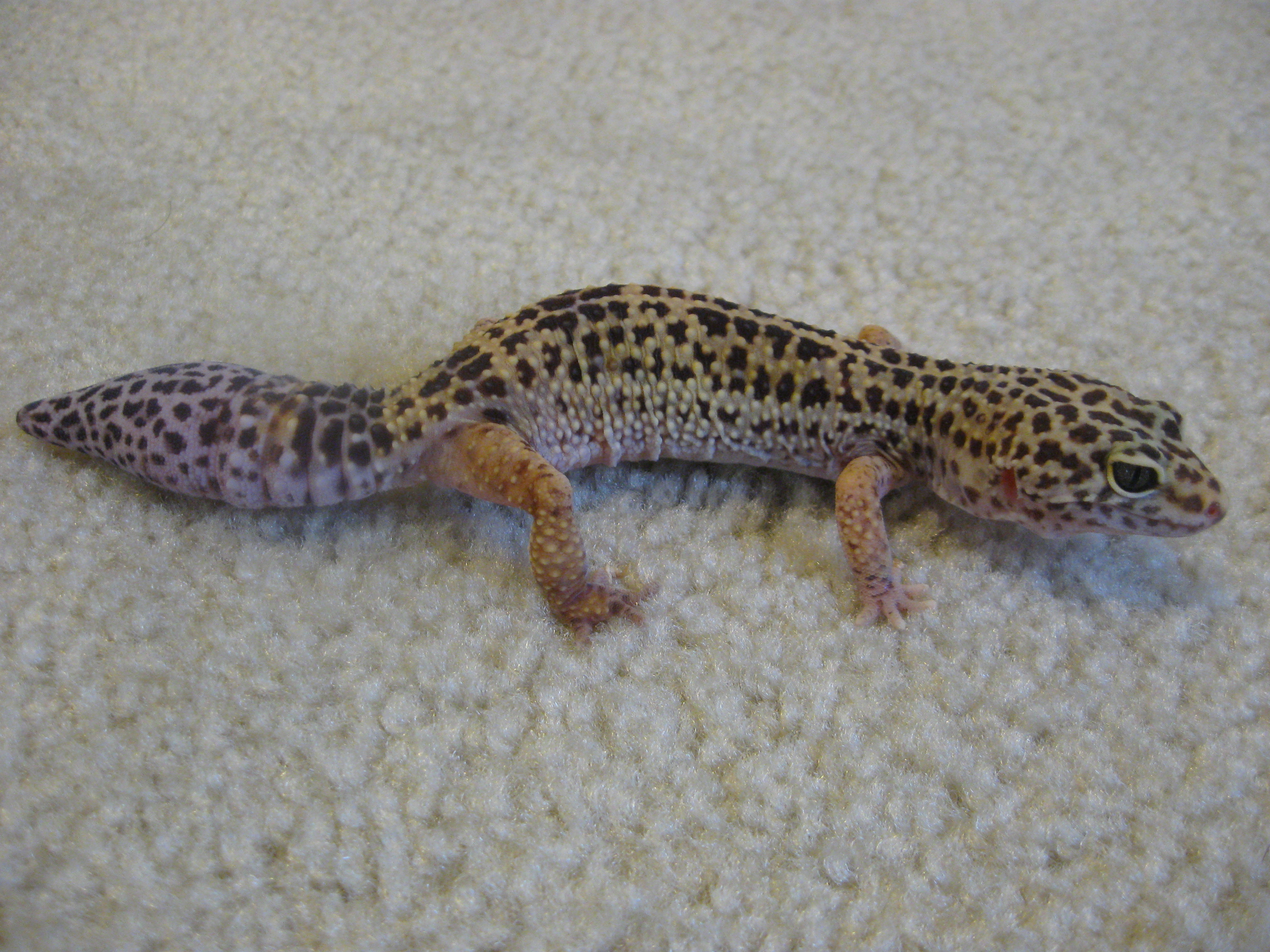
끊어졌다 다시 자라나는 표범도마뱀붙이의 꼬리

대부분의 다른 도마뱀붙이류와는 다르게, 하지만 표범도마뱀붙이과에 속한 다른 도마뱀붙이류처럼, 표범도마뱀붙이의 발에는 접착성 박판(en:lamellae)이 없어서 매끄러운 수직벽을 오르지 못한다.

### 이빨
표범도마뱀붙이는 다환치동물(en:polyphyodont)이며 100개의 이빨을 서너달마다 교체할 수 있다. 다 자란 이빨의 옆에서, 치제(en:dental lamina)의 치형성줄기세포(en:tooth development)에서 작은 이빨이 솟아나온다.

### 꼬리
표범도마뱀붙이는 부상에 면역이 없으며, 꼬리는 자주 공격받는다. 야생에서는 꼬리에 큰 부상을 입으면 부상 입은 부분이 떨어져나갈 때까지 말라 비틀어진다. 사육 개체라도 꼬리에 큰 부상을 입으면 쪼그라든다.또,표범도마뱀붙이는 꼬리에 영양분을 저장한다.

## 색소포와 착색

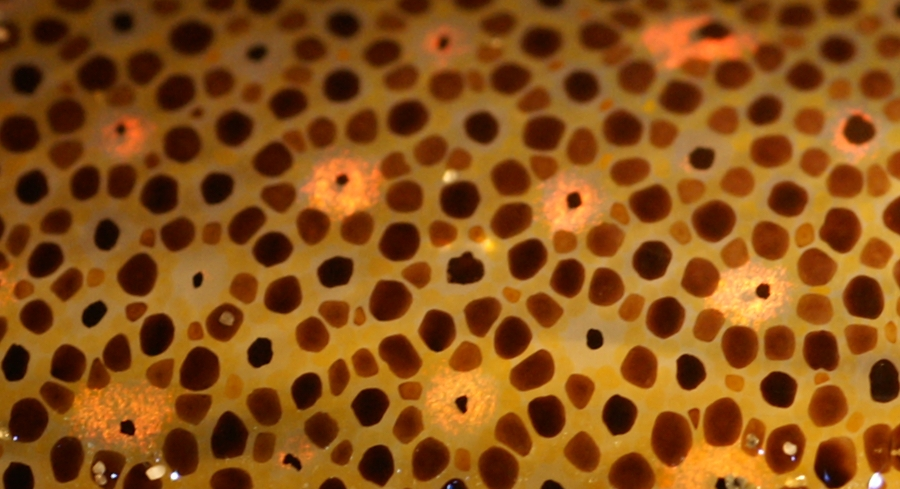
밀집한 색소포

표범도마뱀붙이의 등의 색상의 범위는 노란색, 주황색, 갈색에 이르며 점이 절반의 면적을 덮고 있다. 이 녀석들의 체색은 색소포라고 알려진 색소를 함유한 세포에서 유래한 것이다. 이 세포들은 모든 파충류, 조류, 양서류, 일부 곤충의 체색의 근원이다. 색소포는 색깔에 따라 황색소포, 적색소포, 훈색소포(진주색(en:goniochromism)), 백색소포, 흑색소포, 청색소포 등의 다양한 유형으로 분류된다. 야생의 표범도마뱀붙이의 피부는 황색소포와 흑색소포를 함유한다. 상업적인 품종개량이 이루어진 표범도마뱀붙이는 적색소포와 백색소포를 함유할 수 있다.

## 방어기제
여우, 뱀, 덩치 큰 파충류들이 표범도마뱀붙이를 노린다. 표범도마뱀붙이는 시각, 청각이 날카로워서 밤에 포식자들로부터 도망치는 데 유리하며, 피부색은 주변 환경과 맞물려 눈에 잘 띄지 않게 해준다. 미각과 후각도 생존에 도움이 된다. 낮에는 열기와 포식자를 피하기 위해 땅굴에 머무른다.
표범도마뱀붙이는 스스로 꼬리를 자를 수 있는 자절 능력이 있는데, 공격받거나, 꼬리가 붙잡히거나, 짝짓기 도중에 물리거나, 먹이를 먹다가 꼬집힐 때 자절한다. 잘린 꼬리는 최대 30분 동안 꿈틀거리는데, 꼬리가 포식자의 주의를 끌 동안 도망친다. 꼬리는 큼지막하며, 최소한 대리석도마뱀붙이의 경우 꼬리를 떼버리면 몸놀림이 더 빨라진다는 것이 밝혀졌다. 꼬리뼈의 파열은 꼬리가 쉽게 분리되고, 재빠른 혈관수축은 혈액 손실을 줄여준다. 개체는 꼬리가 끊어지면 큰 스트레스를 받는데, 꼬리에 모아뒀던 소중한 지방을 손실했기 때문이다. 꼬리는 생존에 필요하기 때문에 끊어진 즉시 재생을 시작한다. 꼬리를 잃어버리면 아플 확률이 증가하고, 아주 드물게는 죽기도 한다. 재생된 꼬리는 원래의 꼬리와 무늬는 달라져도 색깔이 비슷하지만, 보통 이전만큼 튼튼하지 못하고 짧고 통통하고 말랑말랑하다.

## 성적 이형성

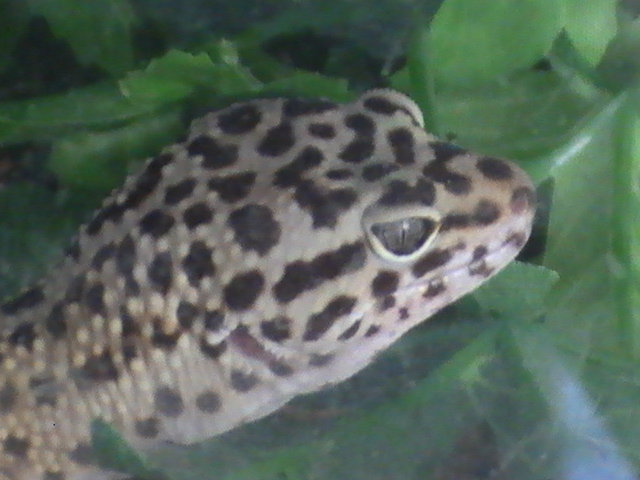
성체 수컷

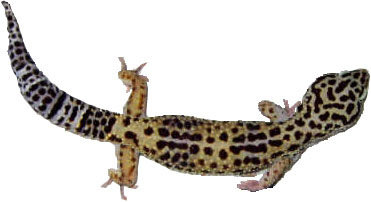
작은 암컷

성적 이형성은 어떤 종의 암수 간의 표현형적 차이를 의미하며 대부분의 동물들에게서 흔히 볼 수 있다. 성체 간에는 이형성이 뚜렷하지만 유체끼리 구분하기는 어렵다. 성별을 확실하게 구분하고 싶다면 밑부분을 보는 게 좋다. 수컷은 항문 앞의 구멍들과 반음경이 있는 반면 암컷은 구멍들이 작고 반음경이 없다.
수컷은 다른 표범도마뱀붙이의 피부의 페로몬 냄새를 맡아 성별을 구별할 수 있다. 수컷은 암컷에게 구애할 때는 다른 수컷에게 공격적으로 반응한다. 수컷은 다른 수컷을 향해 지면에서 몸을 일으키고, 팔다리를 쭉 뻗고, 등을 구부리고, 혀를 공격적으로 부풀린다. 그러고는 짧게 돌진해서 재빠르고 거세게 물어뜯는데, 보통은 피부가 찢어지고 때때로 심한 부상을 입힌다. 수컷은 허물을 벗을 때는 암컷에게도 공격적으로 반응한다.

## 번식
표범도마뱀붙이는 온도에 따라 성별이 결정된다(en:temperature-dependent sex determination TSD)고 알려져있다. 연구자들은 기후가 비교적 시원하다면 (약 26–29 °C [79–84 °F]) 암컷이 더 많이 태어나고, 그에 비해 상당히 따뜻하다면 (약 34–35 °C [93–95 °F]) 수컷이 더 많이 태어난다는 것을 보여주었다. 성별의 결정은 알을 품기 시작한 때부터 2주 동안에 정해진다고 한다. 높은 온도에서 태어난 암컷은 낮은 온도에서 태어난 암컷과 호르몬 조성도, 행동도 다르며 좀 더 공격적인 행동을 보인다. 높은 온도에서 태어난 암컷은 "hot females"이라고 불리며 불임인 경우가 많다.
표범도마뱀붙이는 보통 여름에 번식한다. 암컷은 번식기 동안 정자를 저장할 수 있어서, 한두 번의 짝짓기로 알무더기를 세 번 낳을 수 있어서, 수컷은 한두 번만 짝짓기를 하면 번식의 압박감에 시달릴 필요가 없다. 암컷이 짝짓기를 하고 정자를 받으면, 건강을 유지하고 알에게 칼슘을 충분히 공급하기에 충분한 칼슘이 필요하다. 암컷은 여섯에서 여덟개의 알무더기를 낳을 수 있으며, 각각의 알무더기는 두 개의 알로 이루어진다. 짝짓기를 한지 3 - 4주 정도 후에 두 개의 알을 낳으며, 한 달 반에서 두 달이 지나면 알껍질에 물방울이 맺히고, 알의 크기가 줄어들고 조금씩 형태가 무너진다. 이는 곧 부화할 것이라는 징조다. 갓 태어난 새끼 표범도마뱀붙이는 알껍질을 부수기 위해 주둥이에 석회질 난치가 돋아나있다. 난치는 하루이틀 안에 떨어진다. 새끼는 부화 후 24시간 안에 허물을 한 번 벗는데, 그 전에는 먹이를 먹을 수 없다.

## 질병
사육 상태에서 태어나고 길러진 표범도마뱀붙이는 수인공통질병을 옮기지 않는다. 살모넬라는 문제가 되지 않는데, 이 녀석들의 서식환경이 건조하며 살모넬라는 비위생적인 사육 조건에서 길러지는 수생, 반수생 종들에게서 발생하기 때문이다. 하지만 표범도마뱀붙이가 겪을 수 있는 몇 가지 일반적인 질병이 있다.
- 위장염(en:Gastroenteritis) : 비위생적인 환경 등으로 인한 세균이나 원생동물(특히 와포자충류)의 감염이 원인이 되며, 설사 같은 증상을 일으킬 수 있다. 질병의 결과로 물똥이나 피똥을 쌀 수 있는데, 본래 똥은 건조하며 작은 흰색 덩어리를 형성해야 정상이다. 이 질병은 전염성이 있으며 쉽게 퍼질 수 있다. 다른 증상으로는 체중 감소, 마른 꼬리, 소화되지 않은 음식물 찌꺼기 등이 있다. 빨리 치료하지 않으면 이 녀석들은 식음을 전폐하고 탈수 증상과 극심한 체중 감소로 고통받다 죽을 수 있다.[5]
- 대사성골질환(MBD) : 식단에 칼슘과 비타민D3이 모자라서 생기는 영양결핍질환이다. 칼슘과 비타민D3은 성장하기 위해, 알을 밴 암컷이 알에 충분히 칼슘을 공급하기 위해 꼭 필요하다. MBD를 겪는 도마뱀붙이류는 허약, 골다공증, 사지와 척추의 기형, 경련, 식욕부진을 겪는다. 한 번 발병하면 치료가 굉장히 어렵다.[5]
- 식욕부진 : 스트레스, 비위생적인 환경, 영양성질환 등등의 원인이 있다. 식욕이 부진안 개체는 살이 빠지고, 특히 꼬리가 삐쩍 마르며, 점점 약해지고 느릿해지며, 음식을 입에 대지 않고, 보통 치료하지 않으면 죽는다.[5]
- 탈피부전(Dysecdysis) : 표범도마뱀붙이가 영양 상태가 나쁘거나, 습도와 수분이 맞지 않는 등 환경이 맞지 않아 허물을 벗는 데 문제가 생긴 상태다. 머리, 안구, 사지, 꼬리, 발톱 등의 몸 곳곳에 떨어지지 않은 허물이 몸에 이상이 생기게 하여 탈피가 계속 제대로 진행되지 않는다면 허물이 쌓여 몸을 조여서 괴사가 진행될 수도 있다. 또한 눈에 문제가 생기거나, 걷기 힘들거나, 치료하지 않으면 균에 감염될 수 있다.[5]
- 폐렴(en:Pneumonia) : 폐의 박테리아가 일으킨 심각한 호흡기 감염이다. 표범도마뱀붙이는 환경이 너무 춥고 습하면 면역계가 약해져 폐렴에 쉽게 걸릴 수 있다. 폐렴에 걸린 도마뱀붙이류의 콧구멍에 점액 거품이 생겨나고 숨쉬기 힘들어진다. 온도를 섭씨 28도까지 맞춰두면 보통 낫는다.[5]
- 모래 감입(impaction), 탈출증(en:prolapse)도 모래 따위의 사육장 안의 물질을 삼키면 때때로 발생한다.[5]

## 사육

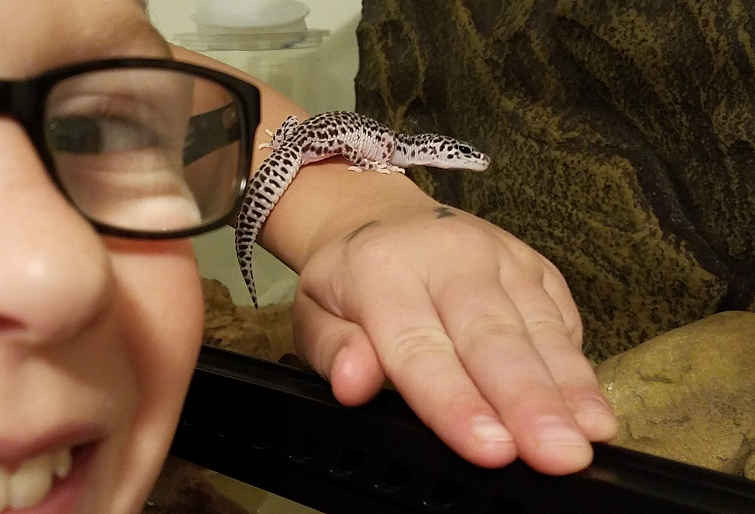
주인의 팔 위에서 체열로 몸을 뎁히는 표범도마뱀붙이

표범도마뱀붙이는 제일 인기 있는 애완동물 도마뱀 중 하나다. 적당한 크기, 튼튼함, 상대적으로 쉬운 관리 덕에 훌륭한 도마뱀이나 뱀과 같은 파충류를 처음 키워보는 사람들에게 애용받는 애완동물로 여겨진다. 사육 시에 번식이 쉬우므로, 오늘날에는 대개 야생에서 포획하기보다는 인공적으로 번식된 개체들을 판매한다.
많은 모프 - 색상이나 무늬 변형, 때때로는 크기의 변형 - 들이 육종되어왔다. 어떤 모프들은 알비노(albino), 패턴리스(patternless), 블리자드(blizzard), 정글(jungle), 하이포멜라니스틱(hypomelanistic), 탄제린(tangerine), 자이언트(giant), 스노우(snow) 중 세 가지 변형을 포함한다. 대부분의 모프들이 유전적으로 겹치지 않아서, 패턴리스 알비노(patternless albino)와 맥 스노우 알비노(mack snow albino) 등의 다양한 조합이 육성되어왔다. 패턴리스, 하이포멜라니스틱, 블리자드 모프는 보통 검은 점이 드물거나 없다 자이언트는 크기 모프이며, 일반적인 개체들보다 크다. 정글(Jungle) 모프는 검은 영역의 넓이나 무늬가 다르다. 스노우 모프는 검은 반점은 있지만 노란색은 없다. 탄제린모프는 몸의 일부에 주황색이 있는데, 보통 머리와/또는 꼬리에 있다. 레몬 프로스트(lemon frost)는 유전적으로 홍색소포에 이상을 가진 모프인데, 악성 종양이 신체의 모든 부위에 발병하는 결함을 지니고 있어 일반적으로 번식이 기피된다. 느와르(Noir) 모프는 백내장과 안구 발달 부전 문제가 있고, 이니그마(enigma) 모프는 균형 감각에 이상이 생겨 제자리를 빙빙 도는 문제가 있다. 화이트앤옐로우(WY) 모프는 유전병이 존재하지만 생존에 지장이 있을 정도로 심하지는 않다.
표범도마뱀붙이는 충식동물(en:insectivore)이므로 쌍별귀뚜라미나 밀웜 같은 곤충을 급여해야 한다. 표범도마뱀붙이는 턱수염도마뱀류와 같은 다른 인기 있는 도마뱀들과는 달리 식물성 물질을 먹지 않기 때문에 급여해서는 안 된다. 좀 더 자세히 알고 싶다면 이 문서의 식성 문단을 참고하라.

## 같이 보기
- 아프리카살찐꼬리도마뱀붙이